# أرماند روي
أرماند روي هو سياسي كندي، ولد في 16 يناير 1958 في كندا. حزبياً، نشط في Saskatchewan New Democratic Party ‏.